# 87th (métro de Chicago)
87th (anciennement 87th/State) est une station de la ligne rouge du métro de Chicago située dans la médiane de la Dan Ryan Expressway.

## Histoire
Comme les autres stations de la Dan Ryan Branch, elle a été construite par le cabinet d’architectes Skidmore, Owings and Merrill et a ouvert ses portes en 1969.
Lors de la grande rénovation de la Dan Ryan Branch en 2006, 87th fut mise à nu comme les autres stations : elle reçut une nouvelle signalétique intérieure et extérieure ainsi qu'un nouveau toit translucide sur l'entierté de son quai. Une entrée complémentaire a été ouverte au nord du quai. 
Comme les autres stations de la Dan Ryan Branch, 87th est ouverte vingt-quatre heures sur vingt-quatre et sept jours sur sept ; 1 634 538 passagers y ont transité en 2008.

## Correspondances avec lebus
Avec les bus de la Chicago Transit Authority :
- #29 State
- #87 87th (''Owl Service'' – Service de nuit)

## Dessertes
| Nord/Ouest            |  |             |  | Sud/Est                  |
| --------------------- |  | ----------- |  | ------------------------ |
| 79th vers Howard      |  | ligne rouge |  | 95th/Dan Ryan (terminus) |
| modifier sur Wikidata |  |             |  |                          |